# Helenów (powiat kozienicki)
Helenów – wieś sołecka w Polsce położona w województwie mazowieckim, w powiecie kozienickim, w gminie Głowaczów.
W latach 1975–1998 miejscowość należała administracyjnie do województwa radomskiego.
12 września 1939 żołnierze Wehrmachtu zamordowali siedmioro mieszkańców.
Wierni kościoła rzymskokatolickiego należą do parafii św. Wawrzyńca w Głowaczowie.